# Club Atlético Jorge Newbery (Rufino)
El Club Atlético Jorge Newbery es una entidad deportiva con sede en la ciudad de Rufino (Argentina)
. Se fundó el 12 de octubre de 1917 y desde sus primeros días tiene como principal disciplina el fútbol. En su palmarés se registra 1 título en la Primera División A (1994) y 1 de la Primera División B (2007) de la Liga Venadense de Fútbol. Actualmente se posiciona en la Primera División B, compartiendo la Zona 1 con Centenario (Venado Tuerto), Sportivo (Sancti Spíritu), Belgrano FBC (Sancti Spíritu), Talleres (Venado Tuerto) Central Argentino (Venado Tuerto), Ciudad Nueva (Venado Tuerto), Independiente (Amenábar) y su clásico Sportivo Ben Hur de Rufino.

## Historia
A mediados de la década del 1910, un grupo encabezado por los hermanos Bersano, Ferreyra y Paschetta, amantes del deporte y de los logros de Jorge Newbery, se empezaron a reunir en el Bar Ideal con el claro objetivo de organizar el deporte local otorgando al mismo un marco institucional. En ese contexto a través de una Asamblea General presidida por el Sr. Francisco Bersano (quien fuera el primer presidente del club), se constituye una "sociedad social y deportiva", siendo la primera en la ciudad con estas características. Debido a una propuesta del Sr. Antonio Celetti y luego de un resultado unánime en la votación de los socios fundadores, se decidió denominar a la institución como "Club Atlético Jorge Newbery", consistente por entonces, en un Club de Foot-Ball que tendría como representativo una camiseta con rayas azules y blancas de forma vertical.

## Disciplinas

### Campo de Deportes
El campo de deportes, ubicado en las calles Juan B. Justo y Río Negro, además de fútbol cuenta con otras disciplinas que se desenvuelven en este territorio:
Hockey; El hockey aviador compite en la actualidad con clubes en la renombrada Federación Unión del Centro, contando en sus filas con gran cantidad de jugadoras y jugadores y sumando diversidad de géneros a muy temprana edad.
Ciclismo; Desde el año 1982 y con un estancamiento de 22 años se está retomando esta disciplina en la actualidad, y estando próximos a pertenecer a la Federación Santafesina de Ciclismo.
Tenis; Con su comienzo el día 10 de octubre de 1981, en la actualidad esta disciplina cuenta con gran variedad de géneros y edades en sus actividades recreativas. Compitiendo en torneos internos del club, con categoría A y unificada B y C, y con representantes en los torneos de ATESUR (Asociación Tenis Sur de Santa Fe).

### Sede
Dentro de la sede, ubicada en la calle Bernabé Ferreyra 61, además de tener un gimnasio particular y conserjería, cuenta con tres deportes muy practicados por sus socios:
Básquet; Quizá, la mayor apuesta dentro de las sede, el básquet aviador en constante desarrollo, participa dentro de la Asociación del Básquet Venadense con sus categorías U13 y U15, y en la Asociación de Básquet de Trenque Lauquen en la categoría mayor. Coronándose campeón en el Apertura de 2017, y siendo subcampeón en el Apertura del año 2019, perdiendo frente a Sport Club Trinitarios de Bolívar.
Vóley; En la cancha de básquet dentro de la sede, también se desarrollan actividades relacionadas al vóley, con gran número de mujeres dentro de la plantilla desde edades muy tempranas hasta la máxima categoría y cediendo jugadoras para el seleccionado de AVSOS (Asociación de Voleibol del Sur Oeste Santafesino). Actualmente se desempeñan dos equipos de la institución dentro de la Liga Rufinense de Voley, siendo el último campeón C.A.J.N. A2 en 2019.
Pelota a Paleta; Con una gran diversidad de jugadores y jugadoras de todas las edades, el club compite en torneos zonales, provinciales y nacionales.

## Estadio
El "aviador" actualmente hace de local en el estadio Bernabé Ferreyra, ubicado en el Campo de Deportes en Juan B. Justo y Río Negro. Con una capacidad para 800 personas en su tribuna local y para 300 en la visitante, se convierte en el estadio más grande de la ciudad de Rufino.